# Вылежинский, Бронислав Титович
Вылежи́нский Бронисла́в (Бронислав-Иван) Ти́тович (1840—1895) — российский инженер-технолог и химик, профессор Санкт-Петербургского практического технологического института. Действительный статский советник.

## Биография
Вылежинский родился в Подольской губернии в дворянской семье. Окончил Константиновский кадетский корпус. 16 июня 1859 года был произведён в прапорщики Финляндского лейб-гвардии полка. Затем окончил практическое отделение Николаевской инженерной академии и был определён в Кременчугский 32-й пехотный полк, в составе которого в 1861 году был произведён в поручики. 4 февраля 1862 года, согласно высочайшему приказу, оставил военную службу «по домашним обстоятельствам».
В 1864 году поступил на химическое отделение Санкт-Петербургского практического технологического института, по окончании которого 18 июня 1868 года был удостоен звания технолога 1-го разряда. В сентябре 1871 года занял должность преподавателя химической технологии Технологического института. В июне 1872 года в качестве депутата института был командирован на Политехническую выставку в Москве.
19 января 1877 года после защиты диссертации был удостоен звания инженер-технолога. 9 марта 1877 года был назначен исправляющим должность профессора химической технологии органических веществ, 18 мая 1881 года был утверждён в этой должности. В 1878 году представлял Российскую империю в качестве члена-делегата Международного суда экспертов на Всемирной выставке в Париже. В 1882 году принял участие в организации и проведении Всероссийской художественно-промышленной выставки в Москве, за что 15 мая 1883 года был пожалован орденом Святой Анны 2-й степени. Являлся членом Учебного комитета института. Состоял технологом Совета торговли и мануфактур при Министерстве финансов.
14 июня 1891 года был произведён в действительные статские советники. 11 февраля 1895 года, согласно прошению, был уволен от службы по болезни. 3 июня этого же года скончался в Санкт-Петербурге, где и был похоронен на Выборгском римско-католическом кладбище.

## Научная и педагогическая деятельность
Вылежинский внёс большой вклад в разработку технологии газового производства. Был руководителем научно-исследовательских
работ и практики студентов на газовых заводах. В 1885 году издал книгу «Газовое производство. Лекции, читанные в Санкт-Петербургском Технологическом институте профессором Б.Т. Вылежинским», которая использовалась несколькими поколениями российских инженеров-газовиков. Создал при Лаборатории органической технологии института Опытную станции по использованию газа и газозажигательных аппаратов.
Являлся научным руководителем ряда известных технологов, в том числе А. А. Летнего, А. А. Курбатова.
Исследования Вылежинского были также посвящены технологии производства клеев, кож, лаков, стеарина, бетулина, сливочного масла и других веществ и продуктов; сухой перегонке древесины, нефти и битумосодержащих ископаемых.

## Труды
- Газовое производство : Лекции, чит. в С.-Петерб. технол. ин-те пр. Б.Т. Вылежинским. - Санкт-Петербург : лит. Технол. ин-та, 1884/85. - 195 с.; 30.
- Дубильные вещества, кожи, меха, изделия из оных, писчебумажный товар, гумми-эластиковые изделия и пр. : (Доклады по записке проф. Вылежинского). - [1890] // Материалы к пересмотру общего таможенного тарифа Российской империи по европейской торговле : 1-21. - Санкт-Петербург : тип. В.Ф. Киршбаума, 1887-1901. - 21 т.
- Жиры вообще, сало и салотопление, коровье масло и ворвань : Лекции, чит. в Спб. технол. ин-те Б.Т. Вылежинским. - Санкт-Петербург : лит. Технол. ин-та, 1875/76. - [2], 96 с., 1 л. черт.; 30.
- Записка о дубильных веществах, кожах невыделанных и выделанных, мягкой рухляди, волосе, пухе, кожаных, каучуковых, волосяных и щетинных изделиях, о книгах и картинах, о китовом усе и грецкой губке, составленная профессором С.-Петербургского технологического института Б.Т. Вылежинским. - 1889-1890. // Материалы к пересмотру общего таможенного тарифа Российской империи по европейской торговле : 1-21. - Санкт-Петербург : тип. В.Ф. Киршбаума, 1887-1901. - 21 т.
- Исследование бетулина / [Соч.] Б. Вылежинского. - Санкт-Петербург : тип. Имп. Акад. наук, 1877. - 27 с.; 24.
- Клееваренное производство : Лекции, чит. в Спб. технол. ин-те Б.Т. Вылежинским. - Санкт-Петербург : лит. Кремер, 1884/85. - 61 с., 1 л. черт.; 29..
- Кожевенное производство : Лекции, чит. в Спб. технол. ин-те Б.Т. Вылежинским. - Санкт-Петербург : лит. Ф. Кремер, 1884/85. - 192 с., 5 л. черт.; 30.
- Лаковаренное производство : Лекции, чит. в Спб. технол. ин-те Б.Т. Вылежинским. - Санкт-Петербург : лит. Ф. Кремер, 1878. - 59 с., 1 л. черт.; 30.
- Маслобойное производство : Лекции, чит. в Спб. технол. ин-те Б.Т. Вылежинским. - Санкт-Петербург : лит. Технол. ин-та, [1878]. - 159 с., 12 л. черт. : черт.; 30.
- Стеариновое и свечное производства : Лекции, чит. в Спб. технол. ин-те проф. Б. Вылежинским / Сост. К. Абрагам. - [Санкт-Петербург] : лит. Технол. ин-та, 1882. - 80 с., 3 л. черт. : ил.; 28.
- Сухая перегонка дерева : Лекции, чит. в Спб. технол. ин-те пр. Б.Т. Вылежинским. - Санкт-Петербург : лит. Ф. Кремера, 1884/85. - [2], 332 с., 12 л. черт.; 30.
- Сухая перегонка нефти и битуминозных ископаемых : Лекции, чит. в Спб. технол. ин-те Б.Т. Вылежинским. - Санкт-Петербург : лит. Спб. технол. ин-та, 1877/8. - 174 с.; 29.